# (94356) Naruto
(94356) Naruto est un astéroïde de la ceinture principale.

## Description
(94356) Naruto est un astéroïde de la ceinture principale. Il fut découvert le 28 août 2001 à Kuma Kogen par Akimasa Nakamura. Il présente une orbite caractérisée par un demi-grand axe de 2,26 UA, une excentricité de 0,14 et une inclinaison de 5,9° par rapport à l'écliptique.

## Compléments